# Батуринська вулиця (Київ)
Бату́ринська ву́лиця — вулиця в Дарницькому районі міста Києва, житловий масив Позняки. Пролягала від Тальнівської вулиці до кінця забудови. Станом на 2020 рік траса вулиці не існує, забудована багатоповерховими новобудовами мікрорайонів Позняки-2 і Позняки-8. Від вулиці лишилося лише кілька старих приватних будинків.
Прилучається Батуринський провулок, до 2010–2011 років прилучалася також Трубізька вулиця.

## Історія
Вулиця відома з 1-ї половини XX століття, мала назву Лугова. Сучасна назва — з 1955 року за назвою міста Батурина.

## Галерея

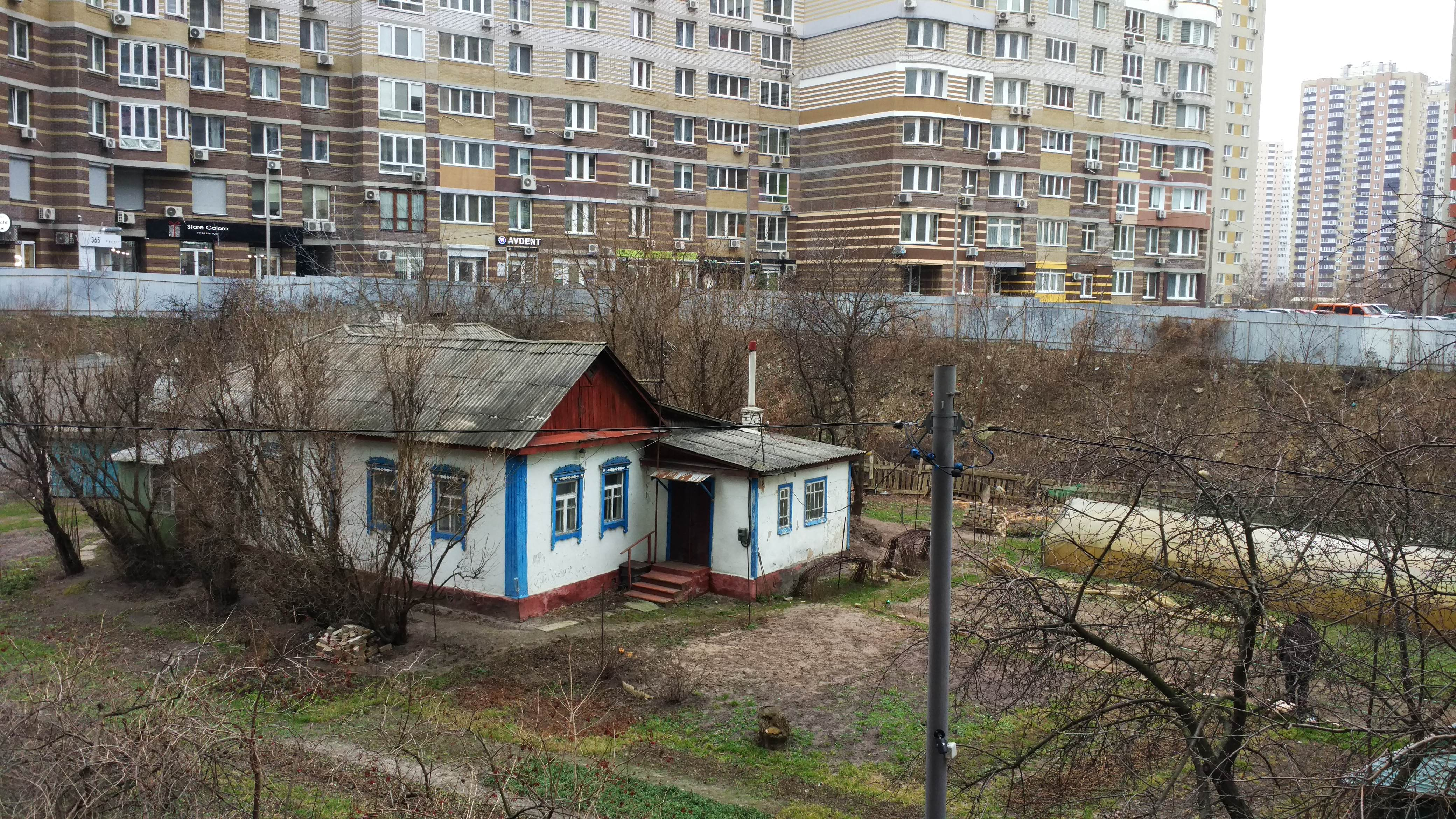
Один з будинків, що залишилися на вулиці. Розташований між будинками № 22 і № 30 по вулиці Ахматової
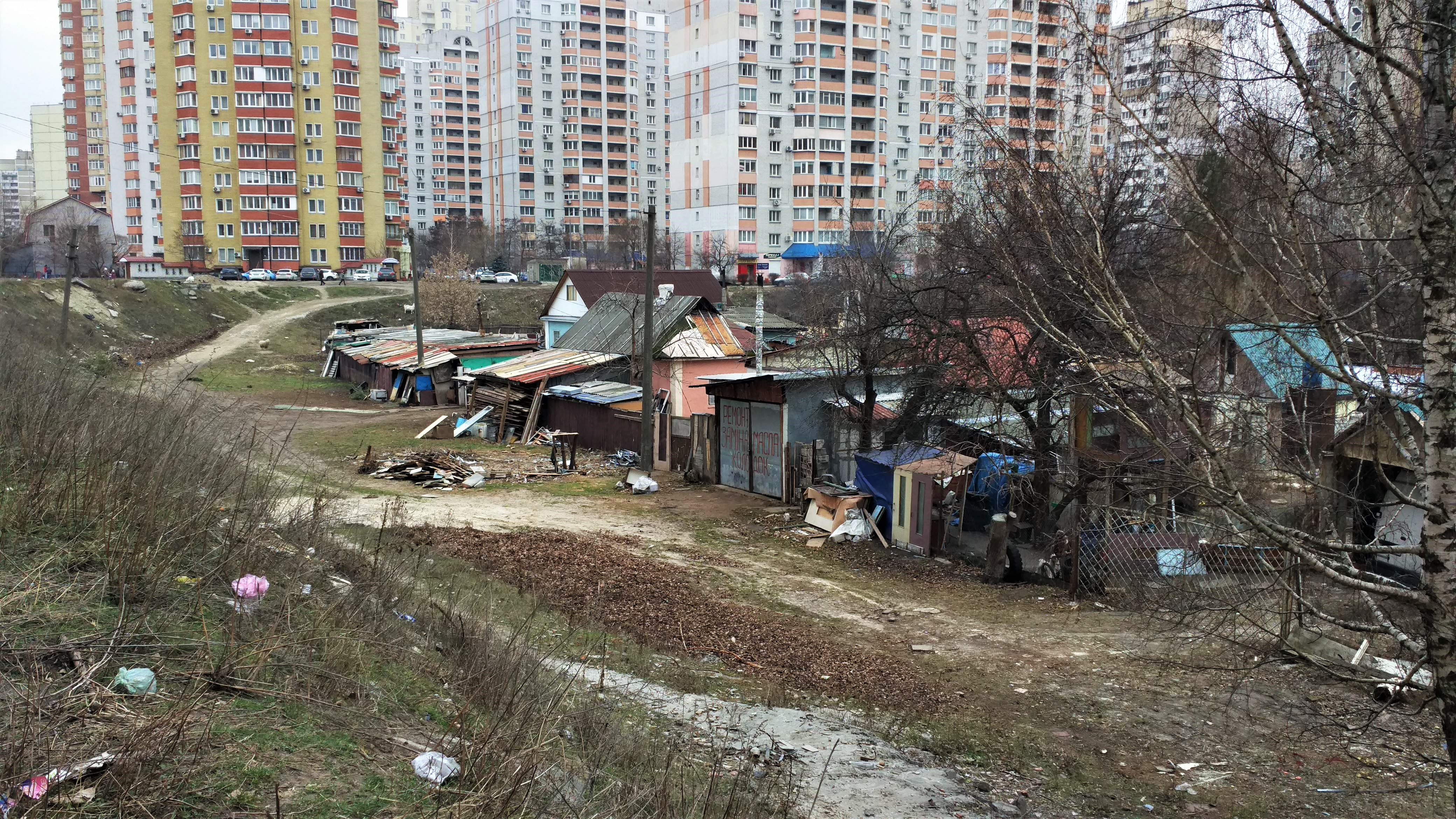
Будинок № 12 (справа) і стежка, що пролягає по трасі колишньої вулиці (зліва)